# Schoenoplectus acutus
El tule (Schoenoplectus acutus, Scirpus acutus, Schoenoplectus lacustris, Scirpus lacustris subsp. acutus), también llamado junco o espadaña, es una planta acuática nativa de los lagos y pantanos de Norteamérica. Su nombre deriva del náhuatl tōlli(n) que significa ‘junco’; el cual fue difundido por los colonizadores españoles fuera de la zona de habla náhuatl; siéndole otorgado el nombre por igual a los juncos de las zonas lacustres de California y a sus equivalentes en la ribera del lago de Texcoco.
Estas plantas en un tiempo cubrieron las riberas de los lagos de la parte meridional de Norteamérica en grandes cantidades como en el lago Tulare, en California, en un tiempo el cuerpo de agua dulce más grande del occidente de Estados Unidos, el cual fue desecado por colonos en busca de tierras a finales del siglo XIX.

## Descripción

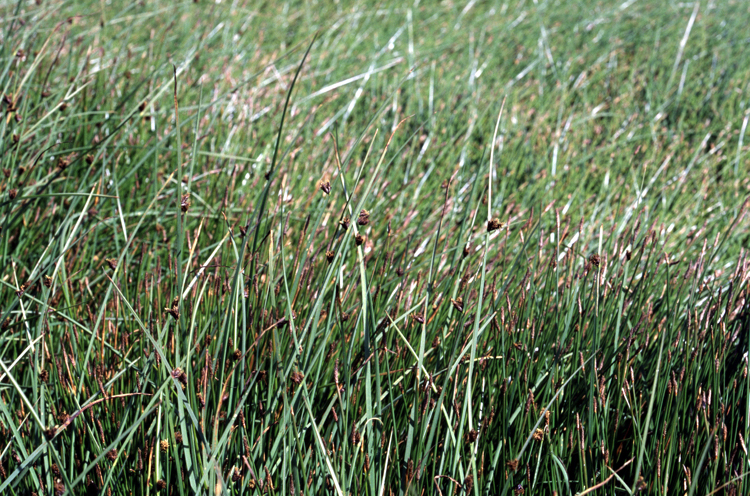
El tule forma espesas matas en torno a los cuerpos de agua. Estas matas rodearon el Lago de Texcoco, y sirvieron como material para la construcción de las chinampas.

Esta planta posee un tallo redondo de verde intenso, que alcanza entre 1 y 3 metros de altura, con largas hojas similares a las del pasto, y racimos de pálidas y parduscas flores radialmente simétricas.

Mapa del lago de Texcoco, en verde las zonas de chinampas.

### Importancia ecológica
El tule cumple una importante función ecológica en las riberas de los lagos y estanques, sirviendo de defensa contra los embates del viento y las olas, permitiendo el crecimiento de otras plantas, brindando criaderos a la fauna lacustre y evitando la erosión. En ocasiones se les erradica de los arroyos y canales mediante herbicidas, pero se les siembra en zonas estratégicas para evitar la erosión.

## Taxonomía
La especie fue descrita inicialmente como Scirpus acutus por Gotthilf Henry Ernest Muhlenberg y tanto validado como publicado por Jacob Bigelow en Florula Bostoniensis... 15, en 1814, actualmente es tanto un sinónimo como el basónimo de esta; y ulteriormente, sería transferida al género Schoenoplectus por Áskell Löve y Doris Benta Maria Löve en Bulletin of the Torrey Botanical Club 81(1): 33, en 1954.

#### Variedades
Existen dos variedades:
- Schoenoplectus acutus var. acutus. del norte y oriente de Norteamérica.
- Schoenoplectus acutus var. occidentalis. del suroeste de Norteamérica.

## Relación con el hombre

### Explotación del tule en la América precolombina
En la región del valle central de California, los indígenas utilizaban esta planta para la confección de cestas, señuelos, prendas, entre otros utensilios. Otros pueblos como los wanapum y los pomo, construían chozas con ellas hasta la década de 1950; de hecho siguen haciéndolo en ocasiones especiales. Los chumash las utilizaban para elaborar pequeñas canoas, que utilizaban para ir a recolectar mariscos.
Un poco más hacia el sur, en Mesoamérica, los indígenas de la cuenca de México utilizaron el tule no solo como material de confección, también utilizaron el tule para edificar uno de los sistemas agrícolas más efectivos jamás creados, las chinampas. Este sistema se utilizaba principalmente en los lagos al sur de la cuenca. Para elaborar una chinampa, se sondeaba con un bastón las aguas en busca de un lugar cerca de la superficie, se marcaba con estacas, y luego se le acomodaban capas alternadas de barro y tules encima hasta emerger, luego se sembraban ahuejotes en sus bordes para darle firmeza. La humedad constante, y la descomposición de los tules brindaban un suelo siempre fértil para el cultivo, lo cual fue clave para el sostén de importantes centros urbanos que albergaron extensivos números de población durante milenios (desde c. 5 000 a. C.)

### El tule en la cultura moderna
En la actualidad el tule ha perdido importancia, ya que no es objeto de explotación formal en ninguno de los territorios donde se le encuentra; pero su importancia a nivel cultural se ha mantenido. En la producción artesanal de cerámica, concretamente ubicada en el actual Metepec (Estado de México), la plumilla, una fibra vegetal extraída de la flor del tule, se le es añadida al barro para que endurezca. Este proceso tiene como resultado firmeza en la consistencia final del amasado.
La expresión en los tules (out in the tules), común en el valle de san Joaquín, es utilizada como sinónimo de un lugar donde nadie quiere vivir; esta expresión surgió entre los primeros inmigrantes estadounidenses en el valle debido a que consideraban a los humedales donde estas plantas prosperaban como zonas indeseables para vivir.

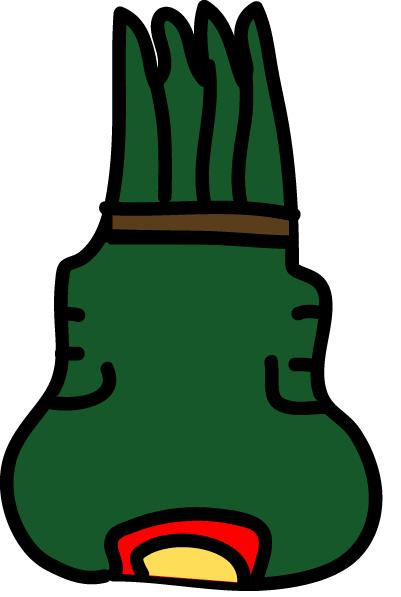
Topónimo de Tultepec (Estado de México) (en náhuatl: Tōltepēc ‘[en el] cerro del tule’)
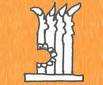
Glifo toponímico de Tultitlán (ib.) (en náhuatl: Tōltitlan ‘lugar entre tules, cerca de los tules’)
Glifo toponímico de Tula (Hidalgo) (en náhuatl: Tōllān ‘lugar de tules, cerca de los tules’)[7]

Lugares como Tultitlán en México y Tule Springs en Nevada, Estados Unidos, deben su nombre a esta planta, la cual en un tiempo fue común en los lagos y pantanos cercanos a estas ciudades.
El tule también da nombre a la niebla costera de California (Tule fog), y a animales como el uapití del tule (tule elk), también llamado ciervo de California; y la perca del tule (tule perch).